# 크루잔 대 미주리 보건국 사건
크루잔 대 미주리 보건국 사건(Cruzan v. Director, Missouri Department of Health)은 존엄사와 관련된 미국 연방대법원의 유명 판례이다.

## 사건개요
낸시 크루잔은 1983년의 자동차 사고로 뇌사상태에 빠져 지속적인 식물인간 상태에 빠졌고, 그 후 인식이나 사고 능력을 갖지 못하는 혼수상태에서 호흡만 가능한 상태로 미주리주 병원에 입원하여 급식 튜브를 위에 연결한 채로 연명하고 있었고 비용은 주가 부담하고 있었다. 그런데 낸시의 부모는 병원에 급식 튜브에 의한 영양 공급의 중단을 요청했고, 병원은 법원의 결정 없이는 불가능하다면서 거절하였다. 이에 낸시의 부모는 법원에 급식 튜브의 제거를 청구하면서 그 청구원인으로 미국인에게는 원치 아니하는 의료 장치에 의해 살아가지 않을 권리가 미국 연방 헌법 제14조에 규정된 적법절차 조항에 의해 보장되는데,계속함으로 인하여 낸시의 이러한 헌법상 권리를 침해한다는 것과 교통사고 이전에 낸시는 친구에게 그와 같은 혼수상태에 빠질 경우 인위적인 기구에 의지하여 살지 않겠다고 말하였음을 주장하였다.

## 판시사항
우선 원치 않는 의학 장치를 거부할 권리가 미국 연방 헌법상 보장되는가와 관련하여, 판단 능력이 있는 사람은 원치 아니하는 의학 장치를 거부할 자유 권리가 연방 헌법상 적법절차 조항에 의해 보장된다고 판시함으로써 죽음을 선택할 권리가 있음을 판시하였다. 다만, 그와 같은 거부 의사가 있었음을 인정하기 위해서는 일반적인 증거 입증보다 고도의 증명을 요하는 '분명하고 납득할 만한 증거'(clear and convincing evidence)가 있어야 한다고 설시하면서, 낸시가 ‘교통사고 1년 전’ 동거한 친구에게 자신은 ‘식물인간으로 살고 싶지 않다’고 말한 것에 불과하여, 그 진술이 이루어진 시점이나 그 말의 의미상 식물인간 상태에 빠질 경우 의학장치를 거부하기로 하였다고 보기에는 부족하다고 판시한 바 있다.

## 결과
그러나 재심에서 낸시의 가족들에 제출한 새로운 증거에 의해 미주리주 법원은 명백하고 설득력 있는 증거가 있다고 판단하면서 급식 제공의 중단을 결정하였고, 크루잔은 그 후 사망하였다.

## 같이 보기
- 존엄사

## 참고 문헌
- 미국 헌법상 보장되는 '존엄사'